# Großes Festspielhaus

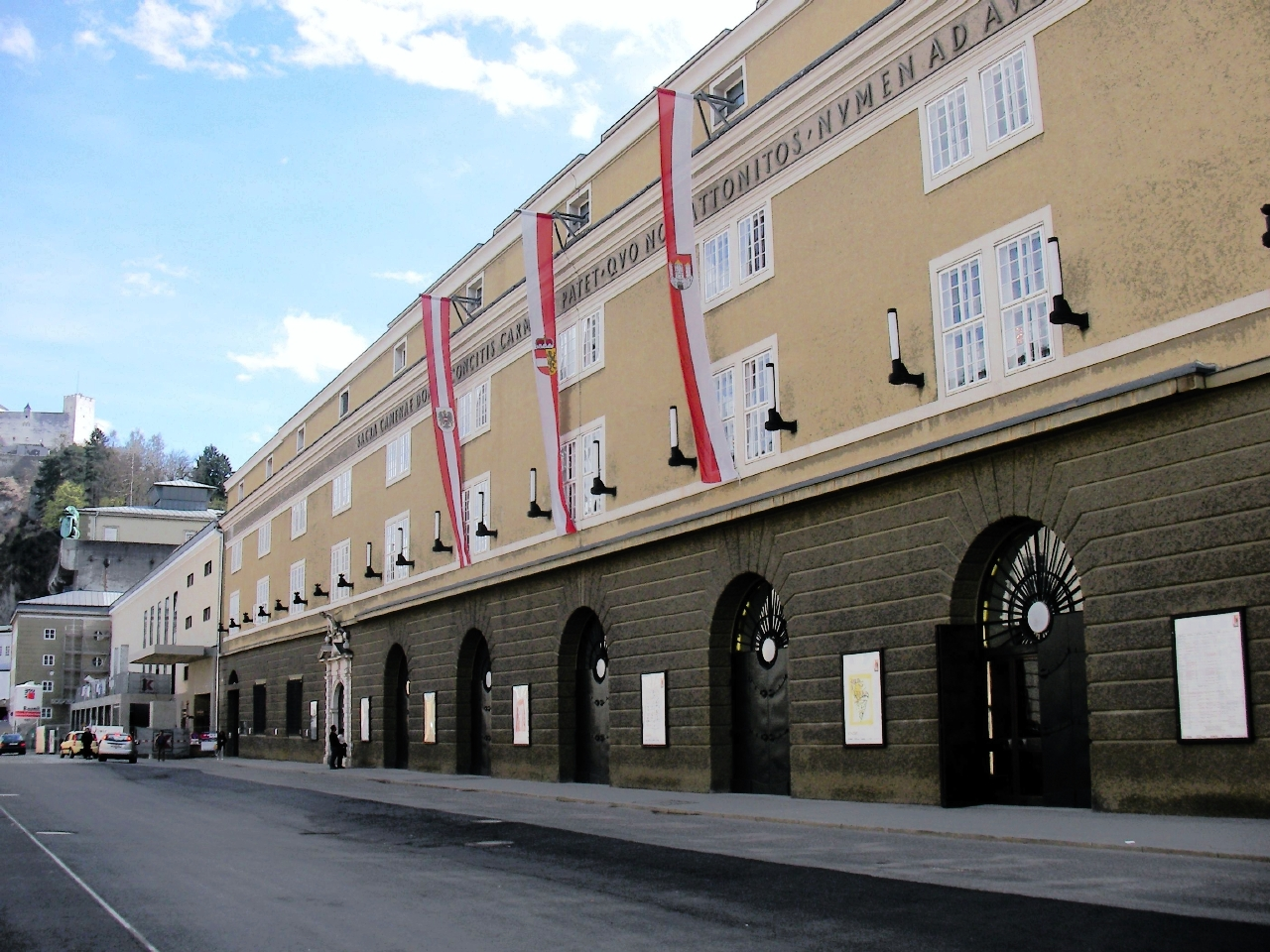
Eingangsseite Hofstallgasse

Das Große Festspielhaus in Salzburg (von 1960 bis 1962 Neues Festspielhaus, seit 1963 Großes Festspielhaus) ist eine der Spielstätten der Salzburger Festspiele und befindet sich in der Altstadt, es ist teilweise in den Mönchsberg hinein gebaut.

## Geschichte

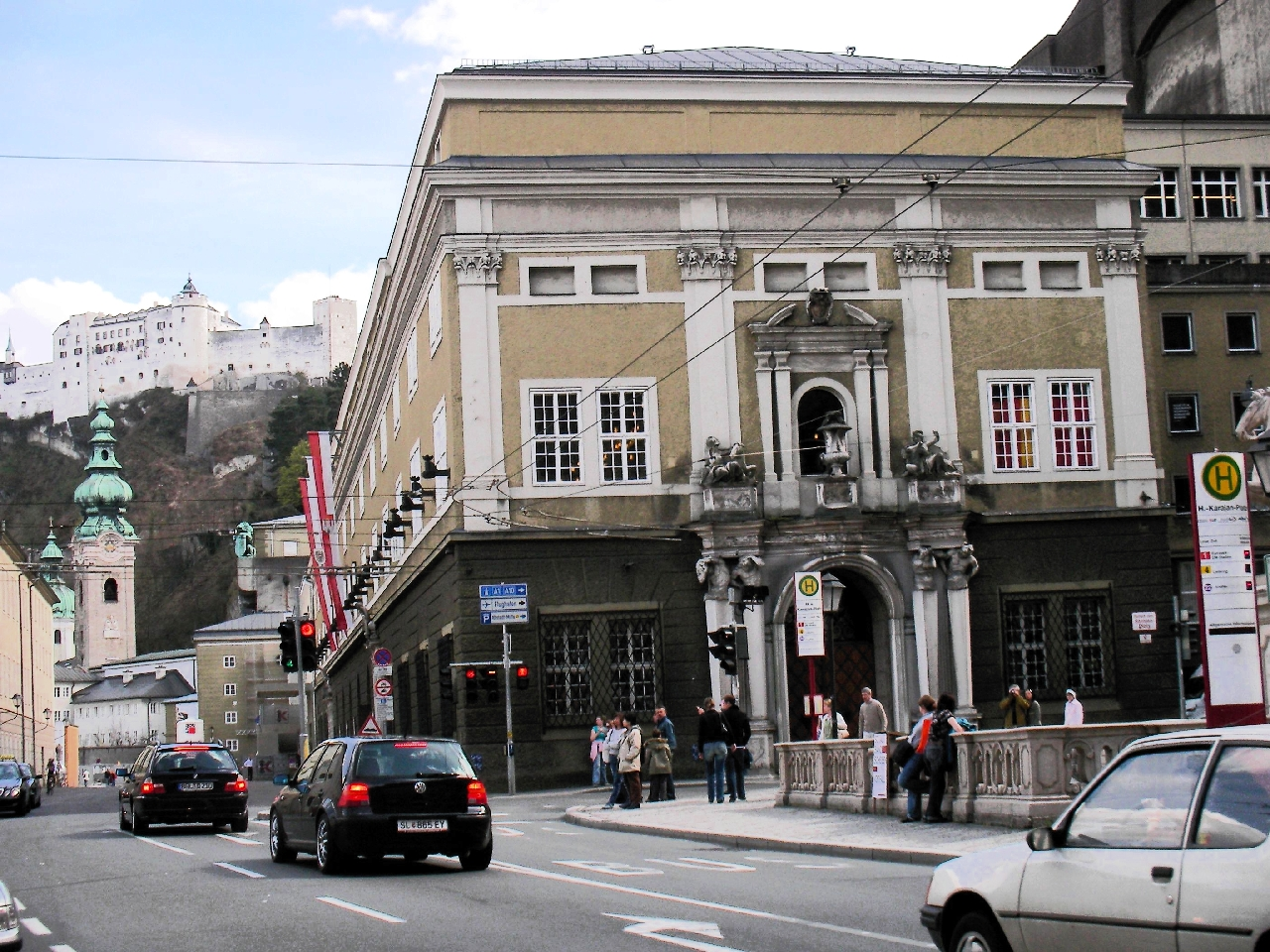
Vorderfront vom Herbert von Karajan Platz

### Ehemalige fürst-erzbischöfliche Hofstallungen
Das Große Festspielhaus gehörte zusammen mit dem Haus für Mozart (i. e. dem vormals Kleinen Festspielhaus), der Felsenreitschule und dem Stadtsaal zu den ehemaligen fürst-erzbischöflichen Hofstallungen (Hofmarstall). Sie wurden unter dem Erzbischof Wolf Dietrich von Raitenau 1606 und 1607 erbaut, zur Anlage gehörte auch die Marstallschwemme am heutigen Herbert-von-Karajan-Platz. 1662 wurde dieser Bau erweitert und die Winterreitschule eingerichtet, an deren Stelle sich heute das Haus für Mozart befindet. Ein weiterer Ausbau erfolgte unter Erzbischof Johann Ernst von Thun. Die Sommerreitschule, die heutige Felsenreitschule, und die Fassade der nördliche Schmalseite zum Herbert-von-Karajan-Platz und zur Marstallschwemme hin wurden nach Plänen von Johann Bernhard Fischer von Erlach 1693/94 gestaltet.

### Hofstallkaserne und Haus der Natur

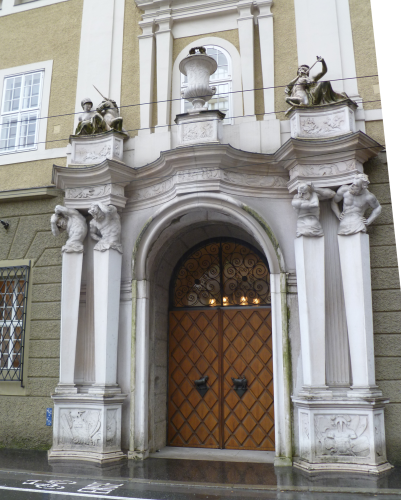
Nordportal des Festspielhauses von Johann Bernhard Fischer von Erlach

Nach Ende des Erzstifts 1803 war das Haus eine Kavalleriekaserne, die Hofstallkaserne. Die Reitschule wurde 1841 als k.k. Kavallerie-Reithalle adaptiert, erweitert und gedeckt. 1859 erfolgte eine Aufstockung des Haupthauses. Untergebracht waren bis in das 2. Drittel des 19. Jahrhunderts Kavallerieabteilungen, ab dann gemischt auch Artillerie. Nach dem Ersten Weltkrieg war hier auch das Erste Bundesheer stationiert. Zwischen der Pferdeschwemme und dem Mönchsberg wurde die Militärverpflegsbäckerei gebaut. Neben den Stallungen und Mannschaftsquartieren war das Militärverpflegsamt für die Garnison, ein Post- und Krankenstall mit einer 1724 eingerichteten Pferdeapotheke im Kasernengebäude untergebracht.
Ab der Begründung 1924 fand hier auch das Haus der Natur seinen Platz, das 1959 in das aufgelassene Ursulinenkloster übersiedelte.

### Bau des Großen Festspielhauses
Nach Plänen des österreichischen Architekten Clemens Holzmeister setzte man die Idee eines zweiten Opern- und Konzerthauses in die Tat um. Man errichtete dieses neben dem bereits bestehenden Festspielhaus (dem heutigen Haus für Mozart). Zwischen 1956 und 1960 wurden für den Neubau zuerst 55.000 Kubikmeter des Mönchsbergs abgetragen, um genug Platz, vor allem für das Bühnenhaus, zu haben, und anschließend das Festspielhaus errichtet.

## Eröffnung und Uraufführungen
Das Große Festspielhaus wurde am 26. Juli 1960 mit Richard Strauss’ Oper Der Rosenkavalier unter der Leitung von Herbert von Karajan eröffnet, mit diesem Werk wurden drei der bedeutendsten Persönlichkeiten der Salzburger Festspiele, nämlich Richard Strauss, Hugo von Hofmannsthal und Max Reinhardt (der als „heimlicher Regisseur“ die Uraufführung betreut hatte) geehrt.
Im Großen Festspielhaus wurden u. a. folgende Werke uraufgeführt:
- 1966 Die Bassariden von Hans Werner Henze unter Christoph von Dohnányi
- 1973 De temporum fine comoedia von Carl Orff unter Herbert von Karajan

## Ausstattung und Technik
Technische Daten
- Bühnenbreite: 100 Meter.
- Bühnentiefe: 25 Meter.
- Portalbreite: 30 Meter.
- Portalhöhe: 9 Meter.

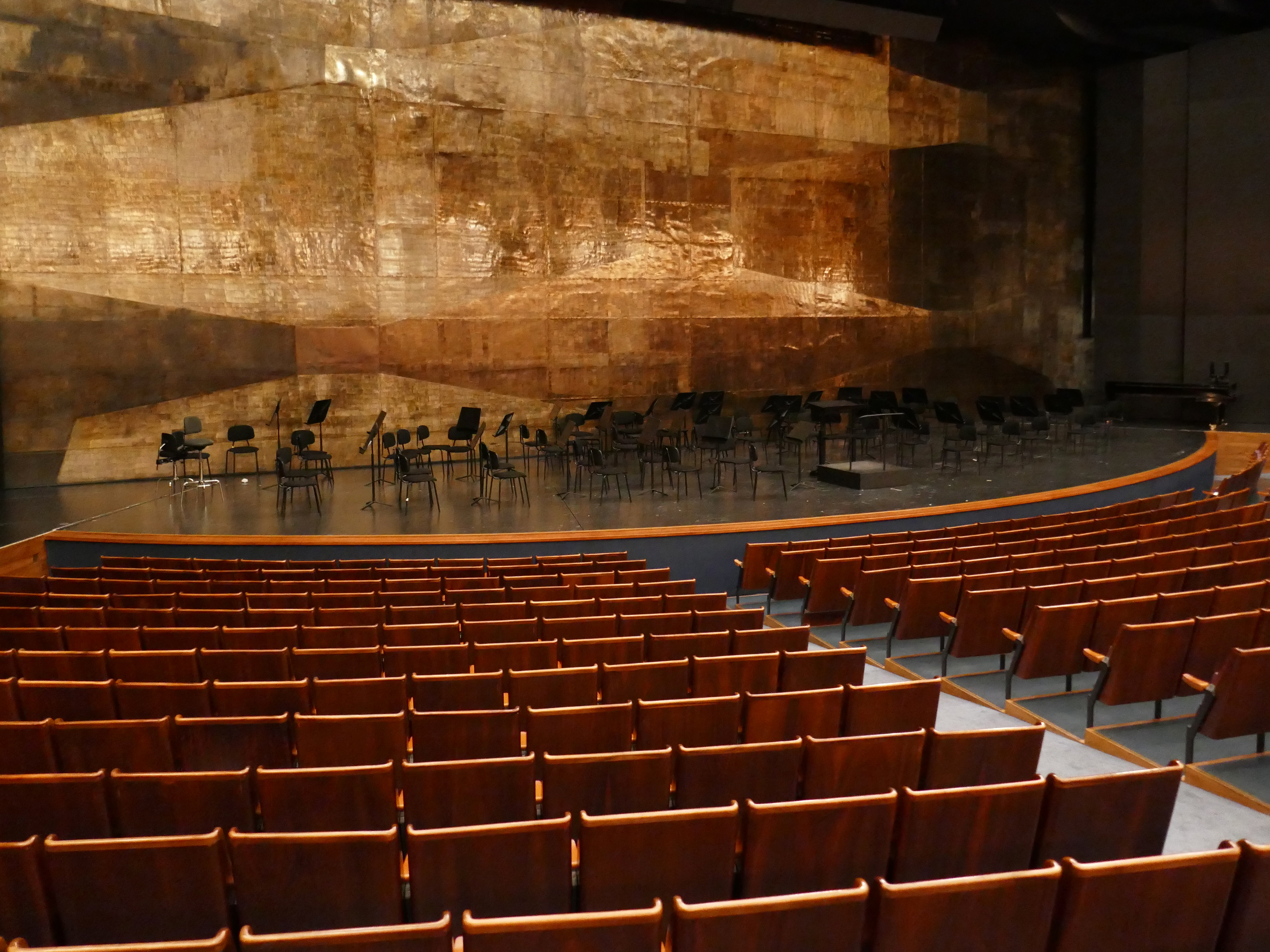
Zuschauersaal und Bühne

- Fünf Hubpodien à 18 × 3 Meter; Fahrgeschwindigkeit max. 0,25 m/s; Tragfähigkeit jeweils 20 t.
- Hydraulische Bühnenmaschinerien (Doppelanlage von ABB).
- Schnürboden: 155 Zugeinrichtungen mit einer Tragkraft von jeweils 500 kg, ein Drittel davon hydraulisch angetrieben und elektronisch steuerbar.
- Beleuchtung: 825 regelbare Stromkreise mit einer Leistung von je mindestens 5000 Watt; digitales Lichtsteuerpult; 2000 Scheinwerfer im Gerätepark.
- Elektroakustik: Tonregiepult mit 16 Eingängen, 16 Summenausgängen und 4 Hilfsausgängen; Anschlüsse für Lautsprecher und Mikrophone im gesamten Bühnen- und Zuschauerbereich.

Die Bühnentechnik und weitere Modernisierungen stammen auch von der Wiener Firma Waagner Biro.
Der breite Zuschauerraum hat einen nahezu quadratischen Grundriss mit ca. 35 Metern Seitenlänge und hat 2179 Sitzplätze (es gibt keine Stehplätze).
Der Orchestergraben fasst bis zu 110 Musiker.

## Künstlerische Ausgestaltung

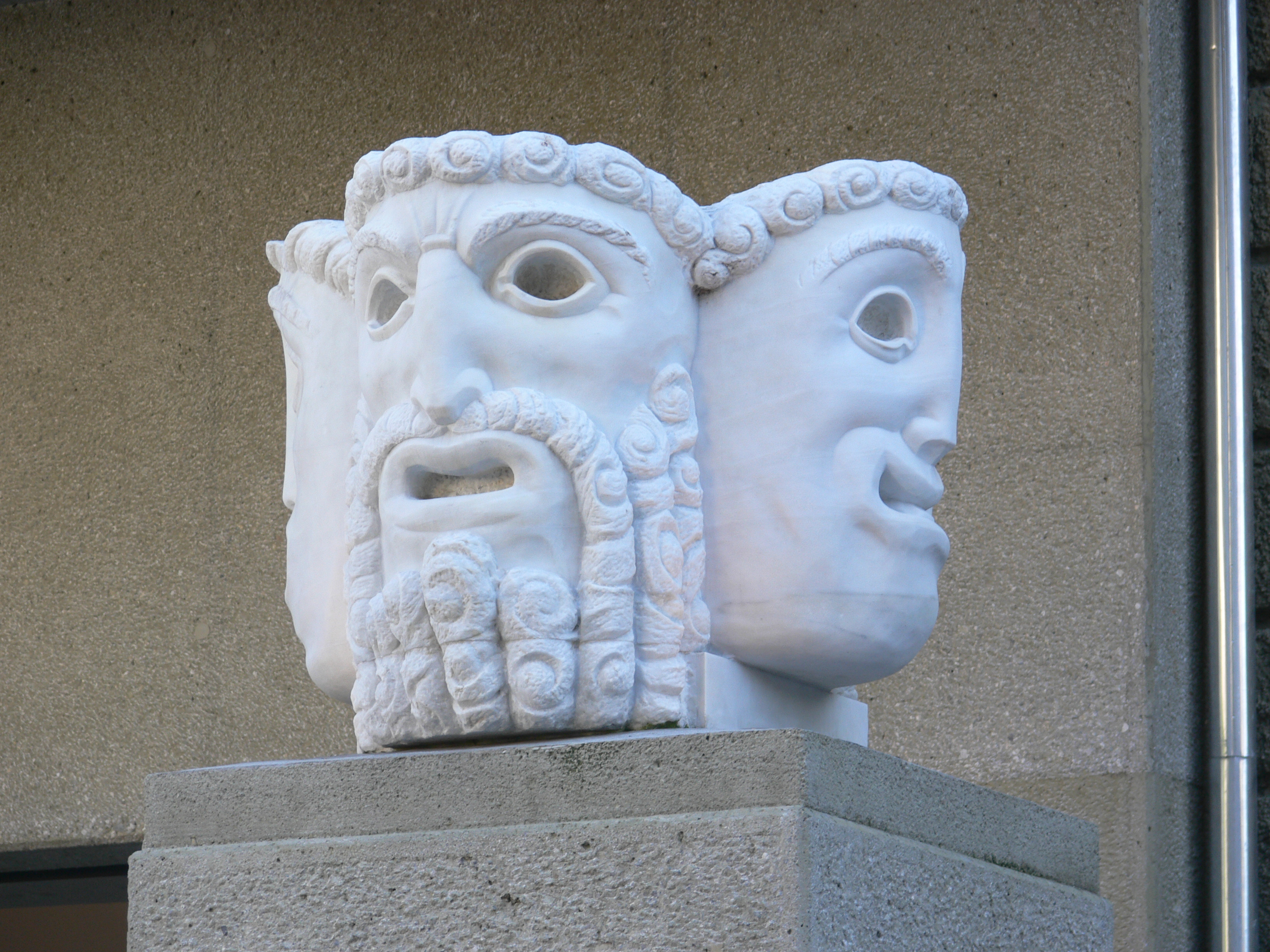
Maskenblock von Jakob Adlhart

Der Boden des Foyers besteht aus Adneter Marmor, der Boden des Pausensaals aus grünem Serpentin mit Pferdemosaiken von Richard Kurt Fischer. Es finden sich hier auch zahlreiche Kunstwerke:
- die Plastiken Theater und Musik von Wander Bertoni aus Carrara-Marmor
- vier Großkreuze zum Thema Dreams with the Wrong Solutions von Robert Longo (Blau Druck auf den Himmel, Rot Feuergebete, Gold Wehklagen in der Öffentlichkeit und Schwarz Lieder der Ergebung)
- die vier Rangstiegen tragen Keramikplastiken von Arno Lehmann
- 12-Ton-Fries zur Huldigung an Anton von Webern von Rudolf Hoflehner
- Gobelins von Oskar Kokoschka
- Wandmalereien von Wolfgang Hutter (Foyer zu den Seitenlogen im Rang links)
- Wandmalereien von Karl Plattner (Foyer zu den Seitenlogen im Rang rechts)
- Bronzetore von Toni Schneider-Manzell
- Reliefmasken von Heinz Leinfellner
- drei Gobelins von Richard Kurt Fischer zu den Themen Feuer, Wasser und Luft
- ein Gobelin von Giselbert Hoke, Kampf zwischen Gutem und Bösem

Das Marmorportal an der nordseitigen Fassade zum Herbert-von-Karajan-Platz ist eine Arbeit des Barockarchitekten Johann Bernhard Fischer von Erlach. Es wurde auch aus der Kriegsbeute des Türkenkriegs von 1683 finanziert, bei dem Salzburg zum Entsatz der Türkenbelagerung von Wien 800 Mann (aber auch hohe Geldmittel für Munition) entsandt hatte und 1688 auch an der Eroberung Belgrads unter Prinz Eugen von Savoyen teilgenommen hatte. Die Frauenfiguren auf dem Portal stellen Europa und Asia dar; dass sie auf Einhörnern sitzen, ist erst seit der letzten Renovierung bekannt. Eine weitere Besonderheit dieses Tores ist ein Lichtdurchbruch nach oben, durch den Licht auf die Häupter der zur Pferdeschwemme gebrachten Pferde fallen konnte.
An der Fassade zur Hofstallgasse ist folgender vom Benediktinerpater Thomas Michels verfasste Spruch angebracht: SACRA CAMENAE DOMUS / CONCITIS CARMINE PATET / QUO NOS ATTONITOS / NUMEN AD AURAS FERAT (‚Der Muse heiliges Haus steht Kunstbegeisterten offen, als Entflammte empor trage uns göttliche Macht‘).